# Limnephilus parakaspievi
Limnephilus parakaspievi — викопний вид волохокрилих комах родини лімнефілід (Limnephilidae), що існував у міоцені. Скам'янілий відбиток частини екзоскелета (черевця) знайдено у Ставропольському краї.